# Urbice de Metz

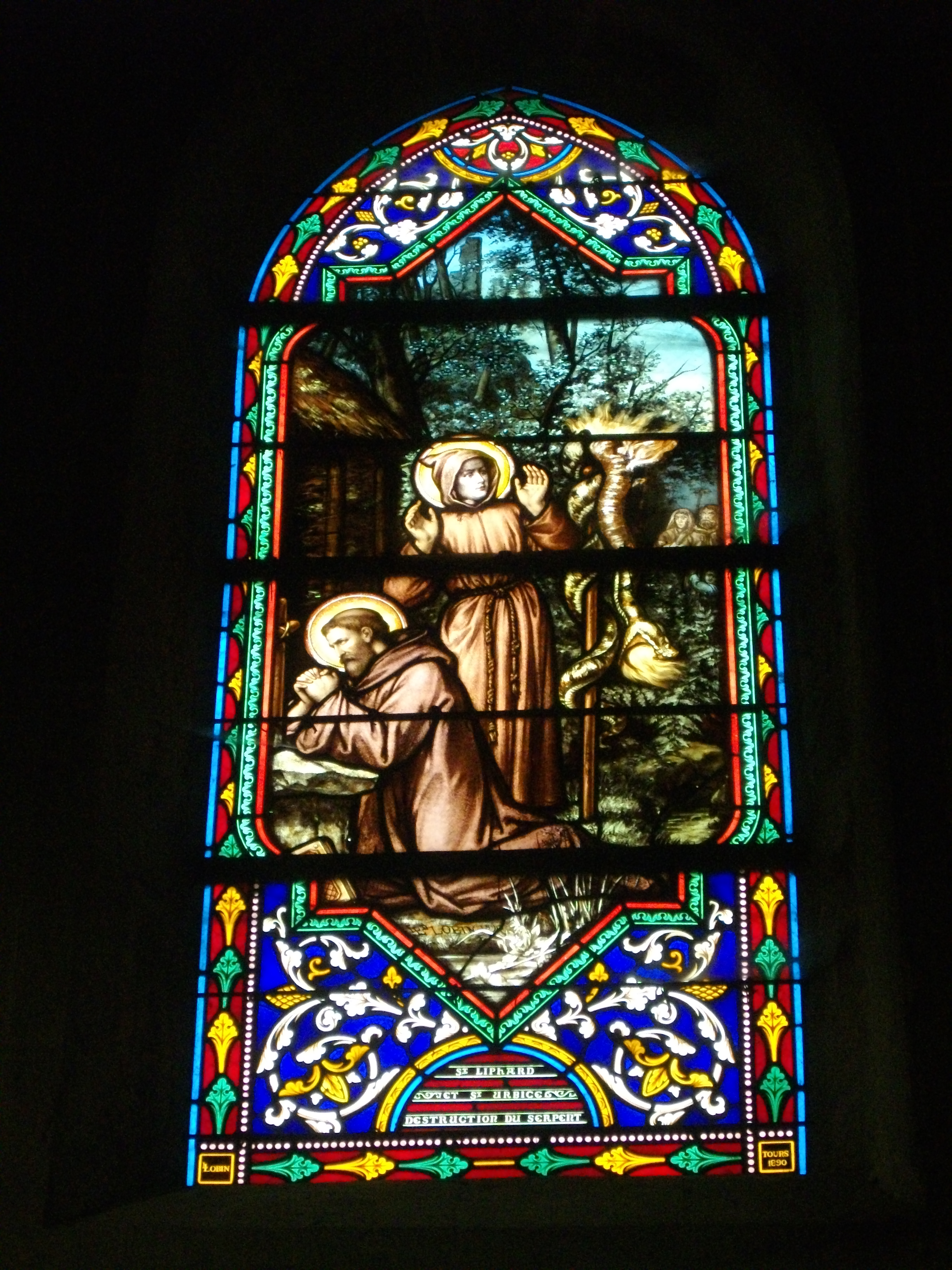
Saint Liphard et saint Urbice : Destruction du serpent, Lobin, 1890.

Saint Urbice ou Urbice de Metz (ou Urbicius) fut le quinzième évêque de Metz, selon un catalogue inséré dans le sacramentaire de Drogon. Il aurait vécu au Ve siècle, son règne aurait duré 36 ans.

## Biographie
Saint Adelphe est un saint chrétien fêté le 20 mars. Il fit construire une église dédiée à saint Félix de Nole qui devint église abbatiale du monastère de saint-Clément.
Il a reçu le titre d’archevêque, il aurait revendu ce titre à Trèves pour résoudre une famine qui touchait le pays messin. Il a été inhumé à Saint-Maximin. Redécouverte en 1516, sa dépouille a été transférée à Saint-Eucaire.